# Ruedi Aeschbacher

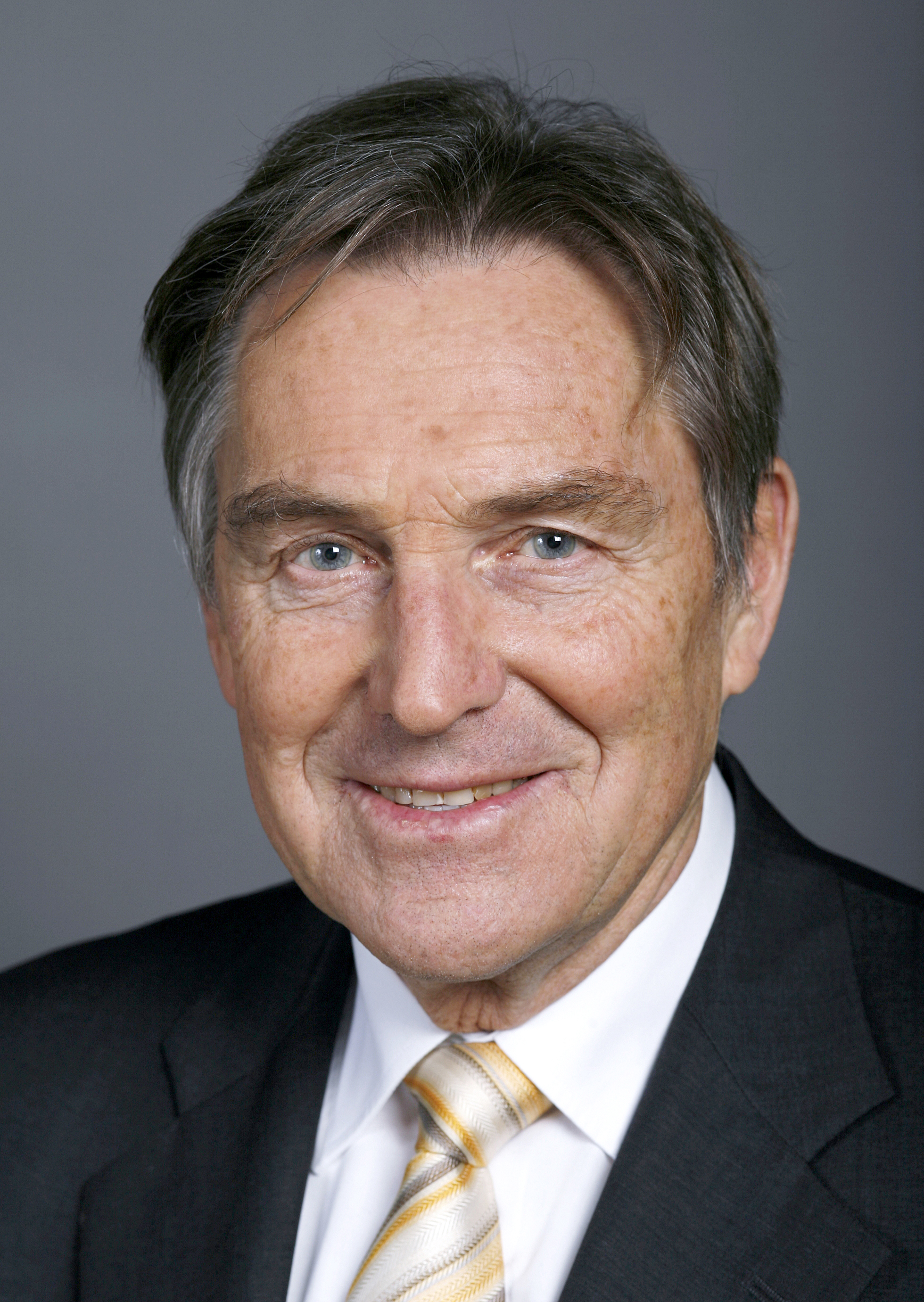
Ruedi Aeschbacher

Rudolf «Ruedi» Aeschbacher (* 15. September 1941 in St. Gallen) ist ein Schweizer Politiker (EVP).

## Leben
Aeschbacher ist der Sohn eines Eisenbahners. Als solcher wuchs er in Rorschach, Buchs SG, Brugg und Zürich auf. Er studierte Rechtswissenschaft und promovierte 1969.
1977 wurde er in den Gemeinderat von Zürich gewählt. 1978 wurde er in den Stadtrat von Zürich gewählt, dies als erst zweites Mitglied der Evangelischen Volkspartei nach Ulrich Ribi (Stadtrat 1928–33). Als Stadtrat machte er sich vor allem als Verkehrspolitiker einen Namen. Er wurde drei Mal als Stadtrat wiedergewählt und schied bei der vierten Wahl als überzählig aus.
Von 1998 bis 2014 war er Präsident des Vereins Schweizer Vogelschutz (heute BirdLife Schweiz).
Seit den Wahlen 1999 und bis zu seinem Rücktritt 2010 gehörte Ruedi Aeschbacher dem Nationalrat an. Er war Mitglied der nationalrätlichen Kommission für Verkehr und Fernmeldewesen sowie der Kommission für Rechtsfragen des Nationalrats. Seinen Sitz im Nationalrat übernahm Maja Ingold. Von 2000 bis 2008 war Aeschbacher Präsident der EVP.

## Verkehrspolitik
In der Verkehrspolitik setzte er sich vor allem für Verkehrsberuhigungen ein und wurde indes als Schwellen-Ruedi bekannt.